# Stazione di Portici-Ercolano
La stazione di Portici-Ercolano è una fermata ferroviaria posta sulla linea Napoli-Battipaglia gestita da RFI. Ubicata sulla costa del comune di Portici, di fronte al porticciolo del Granatello, porta anche il nome di Ercolano poiché serve anche l'omonima città, il cui centro si trova a poca distanza da essa.

## Storia
In origine era la stazione terminale della ferrovia Napoli-Portici, la prima linea costruita in territorio italiano, nel Regno delle Due Sicilie sotto la reggenza dei Borbone, inaugurata il 3 ottobre 1839. Nel 1842 fu poi aperto il tronco che da questo scalo proseguiva fino a Torre del Greco e a Castellammare di Stabia, facendo diventare la stazione passante.

## Strutture e impianti
Il fabbricato viaggiatori, ristrutturato nel 2007, è di epoca successiva all'inaugurazione della linea. La stazione è composta da due binari passanti, dopo la chiusura del preesistente scalo merci.

## Movimento
La stazione è servita da treni regionali e metropolitani svolti da Trenitalia nell'ambito del contratto di servizio stipulato con la Regione Campania.

## Servizi
La stazione dispone di:
- Biglietteria

## Interscambi
Fra il 1879 e il 1958 nei pressi della stazione transitava la tranvia Napoli-Portici-Torre del Greco e la relativa diramazione a servizio delle zone di Bellavista e Resina.